# Catedral de las Islas
La Catedral de las Islas e Iglesia colegiata del Espíritu Santo (en inglés Cathedral of The Isles and Collegiate Church of the Holy Spirit es una concatedral de la Iglesia Episcopal Escocesa en Millport (Great Cumbrae), siendo la concatedral de la Diócesis de Argyll y las Islas (la catedral es la Catedral de San Juan de Oban).

## Diseño
George Frederick Boyle, perteneciente a la nobleza de Glasgow fue benefactor de la catedral y encargó a William Butterfield el diseño de la misma. Butterfield fue uno de los arquitectos del neogótico, y diseñó la catedral en ese estilo. Culminada en 1849, abrió sus puertas dos años después, siendo rodeada por bosques y jardines; es el edificio más alto de la isla (Great Cumbrae) y la catedral más pequeña de las islas británicas